# María López de Gurrea

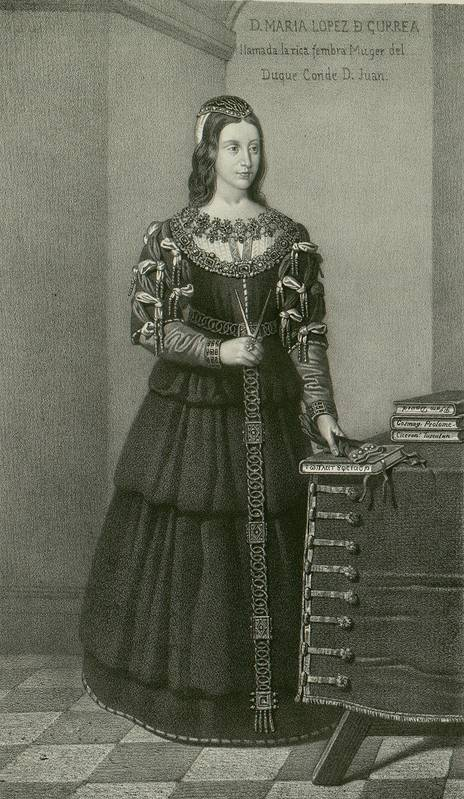
Retrato de María López de Gurrea, rica hembra de Aragón.

María López de Gurrea (f. 1492), apodada «la Ricahembra», fue una noble aragonesa de la segunda mitad del siglo XV.

## Biografía
Era hija del maestre Juan López de Gurrea, gobernador de Aragón, y de Aldonza de Gurrea, señora de Pedrola, de quienes fue única heredera. Contrajo matrimonio en 1479 con Juan, hijo del duque de Villahermosa. Del matrimonio nacieron al menos tres hijas y un hijo, este último llamado Alonso Felipe de Aragón, tercer conde de Ribagorza. María pasó la mayor parte de sus días en su villa de Pedrola. Una mujer erudita, dominaba la literatura clásica, tanto autores griegos como latinos. Falleció en Alcalá de Ebro «cuando aún era joven» y fue sepultada en Pedrola. Su defunción ha sido datada en 1492.